# Pealius akebiae
Pealius akebiae là một loài côn trùng cánh nửa trong họ Aleyrodidae, phân họ Aleyrodinae.
Pealius akebiae được Kuwana miêu tả khoa học đầu tiên năm 1911.